# Michael Gallagher (politician)
Michael Gallagher (n. 1 iulie 1934 – d. 12 iunie 2015) a fost un om politic britanic, membru al Parlamentului European în perioada 1979-1984 din partea Regatului Unit.
1. ↑  Deputații în Parlamentul European